# Georg Theodor August Burghardt
Georg Theodor August Burghardt (* 23. November 1807 in Lehndorf; † 5. September 1860 in Berlin) war ein deutscher Schriftsteller.

## Leben
Sein Vater, ein Gutspächter und -verwalter, sorgte für eine gute Erziehung und Ausbildung. Er befasste sich besonders mit der Literatur der Griechen und Engländer. Ein Jahr lang lebte Burghardt am Rhein auf einem Schloss in der Nähe von Bonn. Hier schrieb er sein Drama „Johanna Gray“. 1857 zog er nach Berlin, wo er einige Zeit Vorleser bei dem Gesandten Westmoreland war. Es glückte ihm nicht, sein Drama bei einem Theater zur Aufführung zu bringen. Er lebte in Berlin in ärmlichsten Verhältnissen und verhungerte schließlich im Alter von 52 Jahren.

## Werke
- Johanna Gray. Ein Trauerspiel in 5 Aufzügen. Carthaus, Bonn 1854.
- Epische Gedichte. Herausgegeben von Emilie Schröder. Leipzig 1869
- Iphigenia in Aulis. In: Heinrich Theodor Rötscher: Dramaturgische Probleme. Meinhold, Dresden 1865.